# Theophilus Van Kannel
Theophilus Van Kannel (1841 — 24 de dezembro de 1919) foi um inventor estadunidense, conhecido por inventar a porta giratória, a qual recebeu uma patente em 7 de agosto de 1888.